# HotBot
HotBot a été un des premiers moteur de recherche Internet, qui a été mis en ligne en mai 1996 en tant que service de Wired Magazine. 
Il a été lancé en utilisant une  stratégie marketing fondée sur « de nouveaux liens », avec un Robot permettant de mettre à jour son index de recherche nettement plus souvent que ses concurrents (à l'époque).
C'était aussi un des premiers moteurs à offrir la possibilité de chercher à l'intérieur des premiers résultats de recherche.
HotBot a aussi offert l'hébergement gratuit de pages Web, pendant une courte durée, mais ce service a été brutalement arrêté sans informer ses utilisateurs. 
Bien que compétitif quand il a été acquis par Lycos en 1998, HotBot a réduit ses ambitions ces dernières années. Jusqu'en 2016, le site Web a été simplement utilisé en tant que portail et que méta-moteur de recherche (frontal pour des moteurs de recherche tiers comme lyGo.com, Yahoo.com et MSN). En octobre 2016, le nom de domaine est vendu par Lycos pour 150 000 $US. Le site actuel vend des services de réseau privé virtuel et son adresse postale est aux Seychelles et n'a rien en commun avec l'ancien. 